# Blasius Trogmann

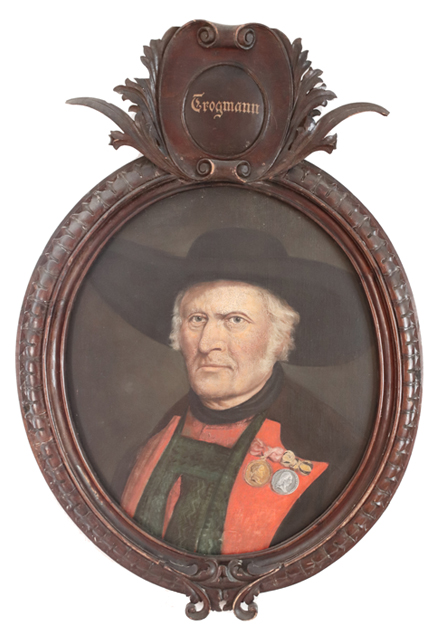
Blasius Georg Trogmann

Blasius Georg Trogmann (* 28. Jänner 1781 Untermais; † 28. März 1866 Dorf Tirol) war ein Freiheitskämpfer während des Tiroler Volksaufstands und Schützenhauptmann von Mais.

## Leben
Trogmann war jüngster Sohn des Oberweindlbauer Johann Trogmann und dessen Ehefrau Klara Zipperle.
Blasius Trogmann war Kommandant der Maiser Kompanie bei der zweiten Bergiselschlacht. Später wurde Trogmann einer der engsten Vertrauten Andreas Hofers.
Nach dem Bekanntwerdens des Friedens von Schönbrunn versuchte Trogmann weitere militärische Aktionen zu unterbinden.
Während der Besetzung Merans durch französische Truppen wurde Trogmanns Finkhof verwüstet. Der entstandene Schaden wurde auf 232 Gulden geschätzt, 1823 wurde er mit 500 Gulden entschädigt. 1838 wurde Trogmann mit der mittleren goldenen Medaille ausgezeichnet.
Am 6. Juni 1842 wurde er zum Pförtner auf Schloss Tirol mit einem Jahresgehalt von 200 Gulden ernannt, das er bis zu seinem Tode in Burggräfler Tracht ausübte. Blasius Trogmann wurde im Friedhof von Dorf Tirol begraben. Auf seinem Grabstein wurde irrtümlich das Sterbedatum 15. April 1865 angebracht.

## Nachwirkung
Im Gedenken an Blasius Trogmann wurde in Untermais am 18. April 1909 das Blasius-Trogmann-Denkmal errichtet und eingeweiht. Das von Blasius Mayrhofer entworfene Bildnis wurde 1925 von Faschisten gewaltsam vom Sockel gerissen und beseitigt. Im Juni 1975 ließ die Untermaiser Schützenkompanie das Denkmal neu gießen und aufstellen. Die zwei im Jahre 1925 gestohlenen Bronzetafeln wurden ebenfalls im Auftrag der Schützenkompanie neu gegossen und am Andreas-Hofer-Sonntag 2010 wieder angebracht und feierlich eingeweiht.
In Untermais wurde die Blasius-Trogmann-Straße nach dem Freiheitskämpfer benannt.

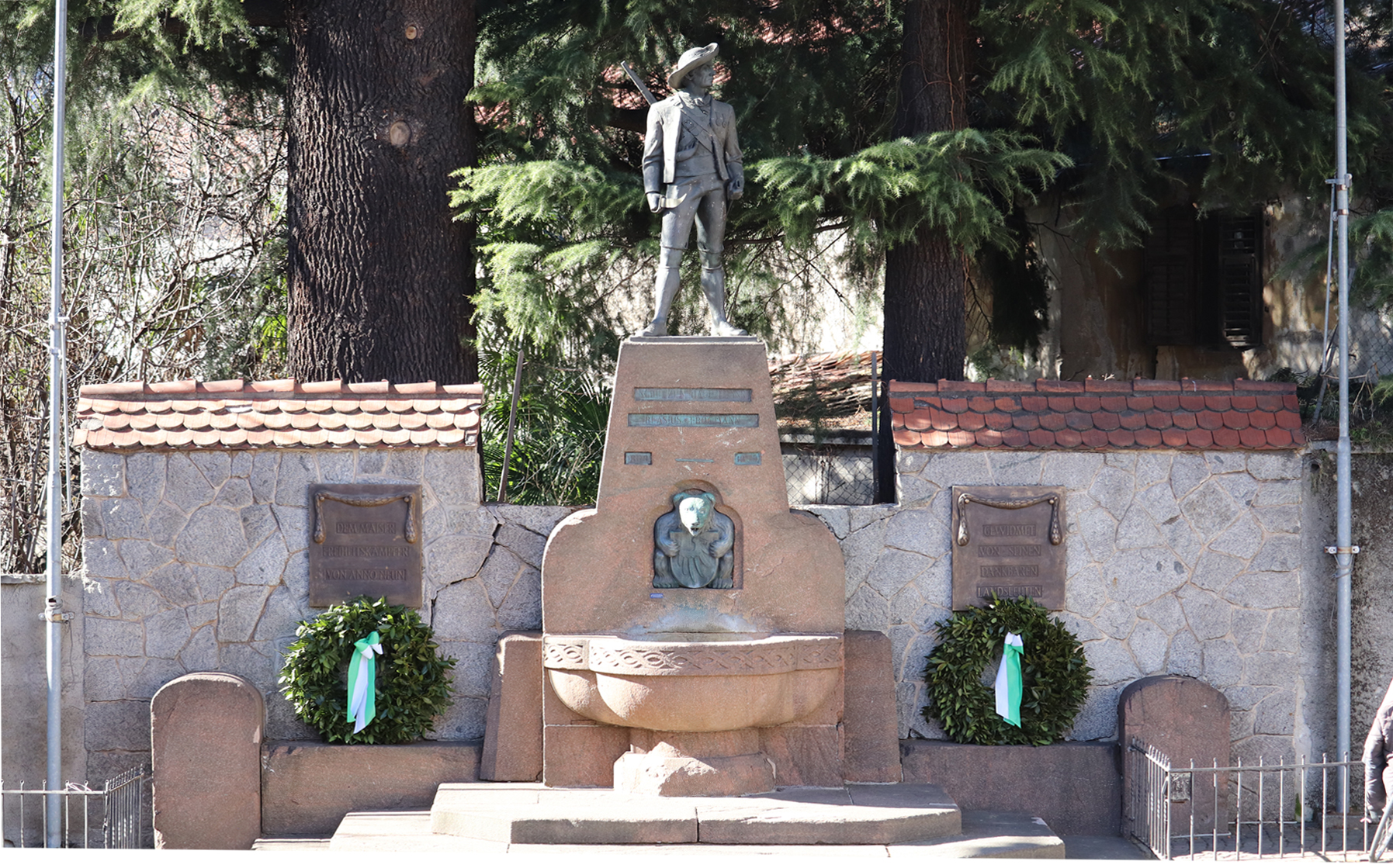
Blasius-Trogmann-Denkmal in Untermais (Meran)